# Johann Heinrich Blecher
Johann Heinrich Blecher (* 11. März 1803 in Siegen; † 6. Dezember 1871 in Hamburg) war ein Hamburger Schlosser und Abgeordneter.

## Leben
Blecher kam als Schlossergeselle auf Wanderschaft nach Hamburg und wurde dort 1826 Meister. Er gründete eine Werkstatt, die später für den Bau von feuerfesten Kisten und Geldschränken bekannt war.
Von 1849 bis 1869 war Blecher ehrenamtlich als Armenpfleger tätig.
Blecher gehörte von 1859 bis 1871 der Hamburgischen Bürgerschaft an.